# دهستان بولی
دهستان بولی، یکی از دهستان‌های بخش بولی شهرستان چوار در استان ایلام ایران است.

## جمعیت
جمعیت دهستان بولی براساس سرشماری عمومی نفوس و مسکن در سال ۱۳۹۵ برابر با ۱۶۴۱ نفر بوده‌است.